# America West Airlines
America West Airlines (с англ. — «Авиалинии Американского Запада») или AWA — крупная американская бюджетная авиакомпания, имевшая штаб-квартиру в Темпе (Аризона) и хабы в Финиксе и Лас-Вегасе. Была основана в 1981 году, став первым крупным воздушным перевозчиком, появившимся с нуля после дерегулирования авиационной отрасли в стране. В 1983 году начала выполнять пассажирские рейсы, обслуживая запад США, а уже к 1990 году её годовая выручка достигла $1 млрд. В 1991 объявила о банкротстве, но в 1994 году благодаря реорганизации смогла из него выйти.
В 2005 году приобрела обанкротившуюся US Airways, после чего для сохранения более популярного бренда была сама переименована в US Airways. В 2007 году сертификаты America West Airlines и US Airways были полностью объединены.

## История

### Предыстория

Первоначальный логотип

Эдвард Раймонд Бове (англ. Edward Raymond Beauvais, родился 13 ноября 1936 года в Пуэбло) пришёл в авиацию в 1960 году, когда стал работать бухгалтером в Frontier Airlines. В 1963 году он уже был нанят Bonanza Air Lines на должность менеджера по бюджету и контролю за расходами. Когда в 1966 году Bonanza перенесла свою штаб-квартиру из Лас-Вегаса (Невада) в Финикс (Аризона), Бове с семьёй также переехал в другой штат, а в 1968 году они уже перебрались в Калифорнию, когда Bonanza слилась с Pacific Air Lines и West Coast Airlines в Air West. В 1969 году Эдвард Бове организовал свой собственный консалтинговый авиационный бизнес под названием Beauvais, Robert, and Kurth, который оказывал экономическую, маршрутную и маркетинговую поддержку различным авиакомпаниям страны. Штаб-квартира данной компании находилась Бёрлингейме (Калифорния), но позже были открыты офисы в Вашингтоне (округ Колумбия) и Финиксе (Аризона).
Несмотря на успех своего бизнеса, в 1981 году Бове оставил пост директора Beauvais, Robert, and Kurth, так как к тому времени он уже составил бизнес-план новой бюджетной авиакомпании. Благодаря Закону о дерегулировании 1978 года появление новых игроков на рынке авиационных перевозок было значительно облегчено, а каждая авиакомпания могла сама выбирать маршруты полётов и тарифы на них. По первоначальному плану будущий лоукостер должен был базироваться в Финиксе, где когда-то была штаб-квартира Bonanza, при этом он бы вступал в явную конкуренцию с такими крупными перевозчиками, как American Airlines и Trans World Airlines.

### Основание компании

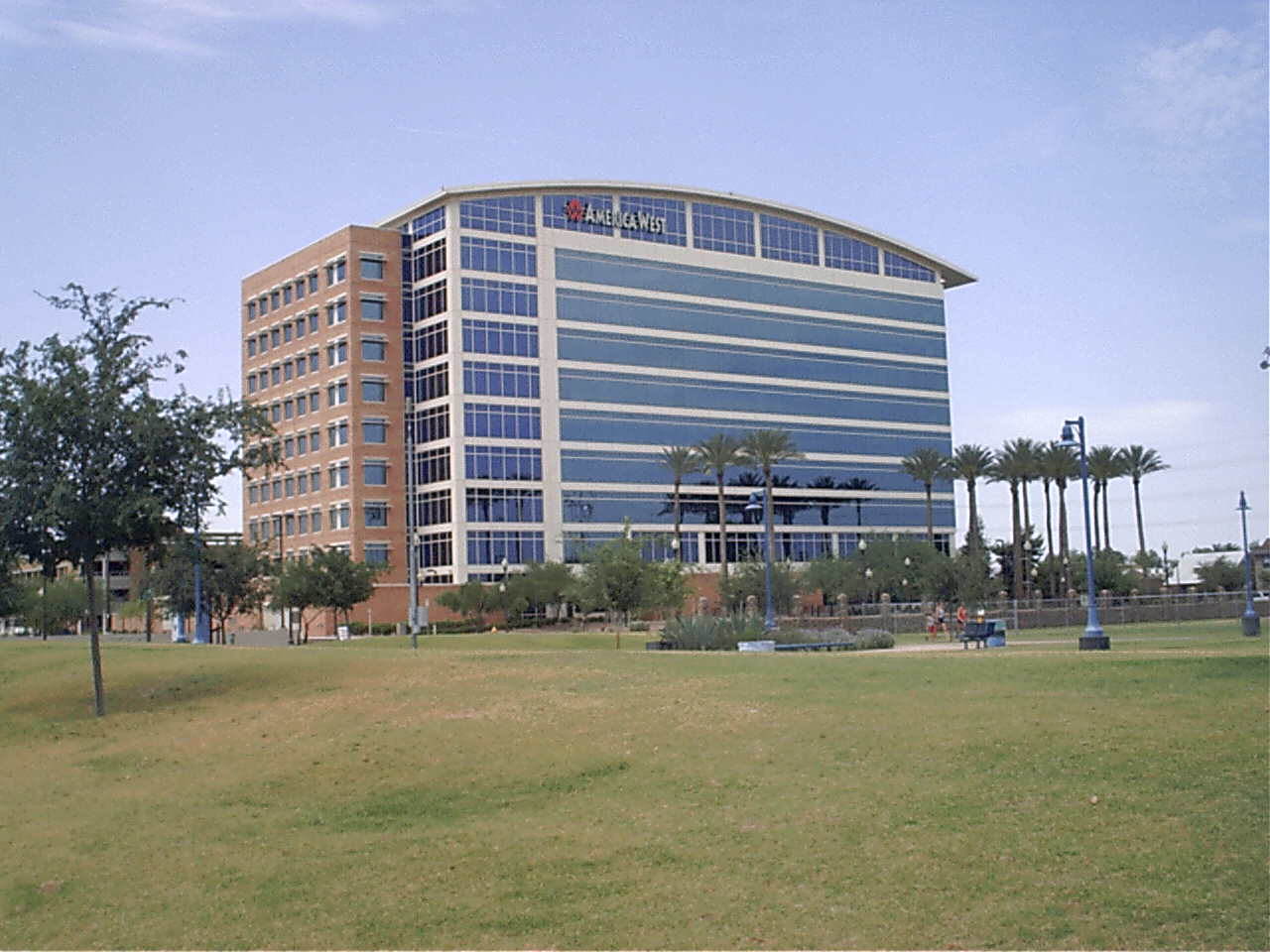
Здание штаб-квартиры в Темпе (Аризона)

4 сентября 1981 года Эдвард Бове совместно с ещё девятью инвесторами создал авиакомпанию под названием America West Airlines (AWA), которая, как понятно из названия, должна была обслуживать западную часть США — к западу от Миссисипи. Бове при этом был генеральным директором, тогда как пост президента занял Майкл Джей Конуэй (англ. Michael J. Conway). По замыслу создателей, уже 1 мая 1982 года новая компания должна была начать выполнять полёты в 8 городов, включая Тусон (Аризона), Сан-Диего и Бербанк (Калифорния), используя при этом реактивные региональные лайнеры Douglas DC-9 или Boeing 737. Однако в самом начале 1980-х годов большинство американских авиаперевозчиков оказавшись в условиях свободного рынка испытывали финансовые проблемы, в том числе за 1981 год авиационная отрасль в целом по стране понесла убытки на $500 млн, а потому экономисты поначалу считали, что инвестировать в эту индустрию весьма рискованно. В течение двух лет Бове совершил более десятка поездок в Нью-Йорк, прежде чем ему удалось убедить инвестиционные банки разрешить начать выпуск акций. Благодаря этому в 1983 году удалось продать 3,5 миллиона акций America West по $7,50 за штуку, тем самым собрав сумму $18,75 млн, после чего у лизинговой компании Guinness Peat Aviation были взяты в аренду семь Boeing 737-200 с пассажировместимостью на 122 места, а также размещён заказ компании Boeing на 737-300 из нового поколения «Classic» с поставкой в 1985 году.
Для экономии средств в AWA пошли на жёсткие меры, в том числе сотрудники, включая пилотов, получали минимальный оклад, а доплаты им полагались за владение остальными профессиями. Помимо этого, когда пилоты во время стоянки самолёта в аэропорту не находились в кабине экипажа, они занимались наземным обслуживанием, либо выполняли обязанности диспетчеров компании. Широко использовалась ротация между персоналом службы клиентской поддержки, багажными операторами, бортпроводниками, агентами по продаже билетов и билетных касс, а также агентами по бронированию билетов. Всех несостоящих в профсоюзе сотрудников обязывали вкладывать 20 % своей зарплаты в акции компании, что обеспечивало приток новых средств, однако данный подход рекламировался в своеобразной манере, когда компания могла опубликовать фотографию сотрудника под слоганом «Есть что-то необычное в Лори: она владеет авиакомпанией» (англ. There's something unusual about Laurie: she owns an airline). В целом в America West поддерживался командный дух, а иерархическая система как таковая отсутствовала.

### Первые годы

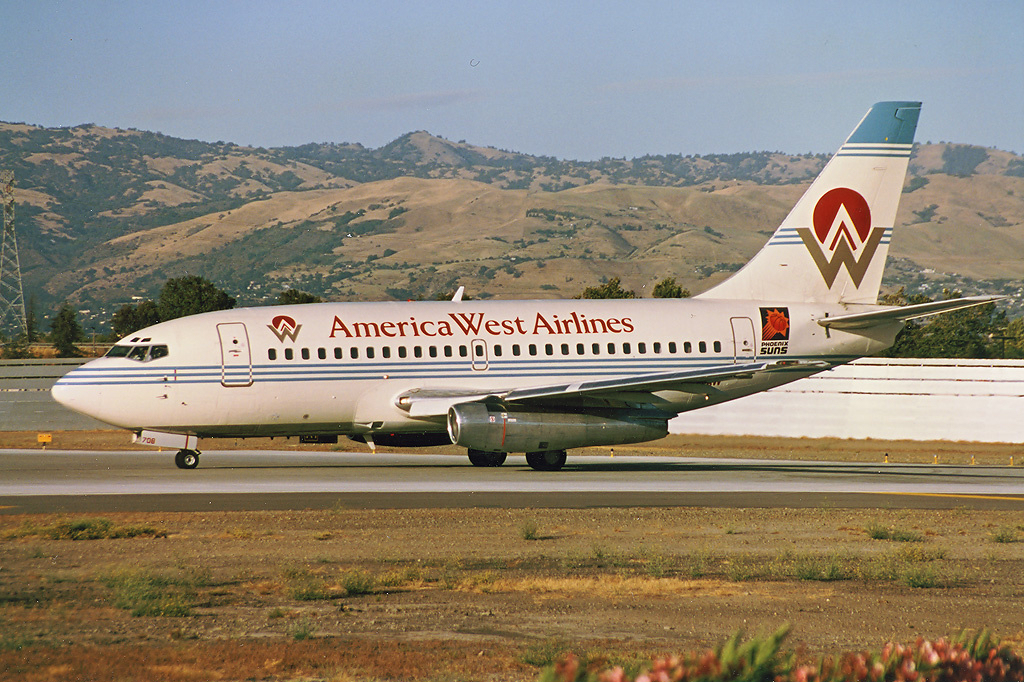
Boeing 737-112 компании AWA

1 августа 1983 года самолёты America West Airlines начали выполнять пассажирские рейсы из Финикса (Скай-Харбор) в Канзас-Сити (Миссури), Колорадо-Спрингс (Колорадо), Уичито (Канзас) и Лос-Анджелес (Калифорния). При этом компания в первую очередь ориентировалась на деловых путешественников, летавших из Финикса в Калифорнию, которых старалась привлечь качественным обслуживанием, в том числе бесплатными бутербродами, при низких ценах на билеты. К октябрю лайнеры AWA стали выполнять рейсы ещё в три города, включая Лас-Вегас (Невада), и к концу 1983 года сеть маршрутов включала в себя 12 городов, не считая Финикса. Флот на тот момент состоял из 9 арендованных «Боингов», а штат насчитывал 280 сотрудников, причём в первые месяцы журналисты отмечали, что работающий с клиентами персонал выглядит очень молодо, больше походя на студентов. В 1984 году рост компании продолжился, и полёты уже выполнялись в 14 городов; стали совершаться и международные рейсы в Калгари и Эдмонтон (провинция Альберта, Канада). Для увеличения флота AWA продолжала брать в аренду ещё B737-200, и к июлю того же года у ней в общей сложности было 12 самолётов; к концу года новый лоукостер выполнял рейсов из Финикса больше, чем любая другая компания, при этом её флот уже насчитывал 21 самолёт, который летал между 22 городами. Ноябрь 1984 года в истории America West стал первым месяцем, который по итогам оказался прибыльным, однако за первые 15 месяцев работы общие убытки компании составили $19 млн. В декабре 1984 года поступило анонимное предложение от Southwest Airlines о покупке молодого лоукостера, но оно было отклонено.
В 1985 году рост несколько замедлился, однако в феврале всё же поступили первые 737-300, а в Скай-Харборе был построен новый терминал ожидания для пассажиров авиакомпании, благодаря чему последняя заработала треть рынка в данном аэропорту. К концу года флот America West состоял из 32 самолётов, летавших между 26 городами, а всего в день совершались 122 рейса, в том числе 66 в Калифорнию. В целом же 1985 год для компании стал первым прибыльным — за данный год она заработала $241 млн при чистой прибыли $11,4 млн. В следующем 1986 году рост продолжился, к сети маршрутов добавились 9 новых городов в западной части, благодаря чему сама сеть теперь растянулась до Сиэтла (Вашингтон), а в Лас-Вегасе был открыт новый хаб; в данном году компания заработала $3 млн, то есть гораздо ниже, по сравнению с предыдущим, что было обусловлено расширением сети, а также тарифной войной с лоукостером Southwest Airlines.
Изначально компания использовала позывной «America West» (рус. Америка Уэст). Однако так как достаточно много операторов использовали «West» в своих позывных, то по просьбе Федерального управления гражданской авиации с 1987 года America West Airlines стала использовать позывной «Cactus» (рус. Кактус).

### 1987—1988 годы

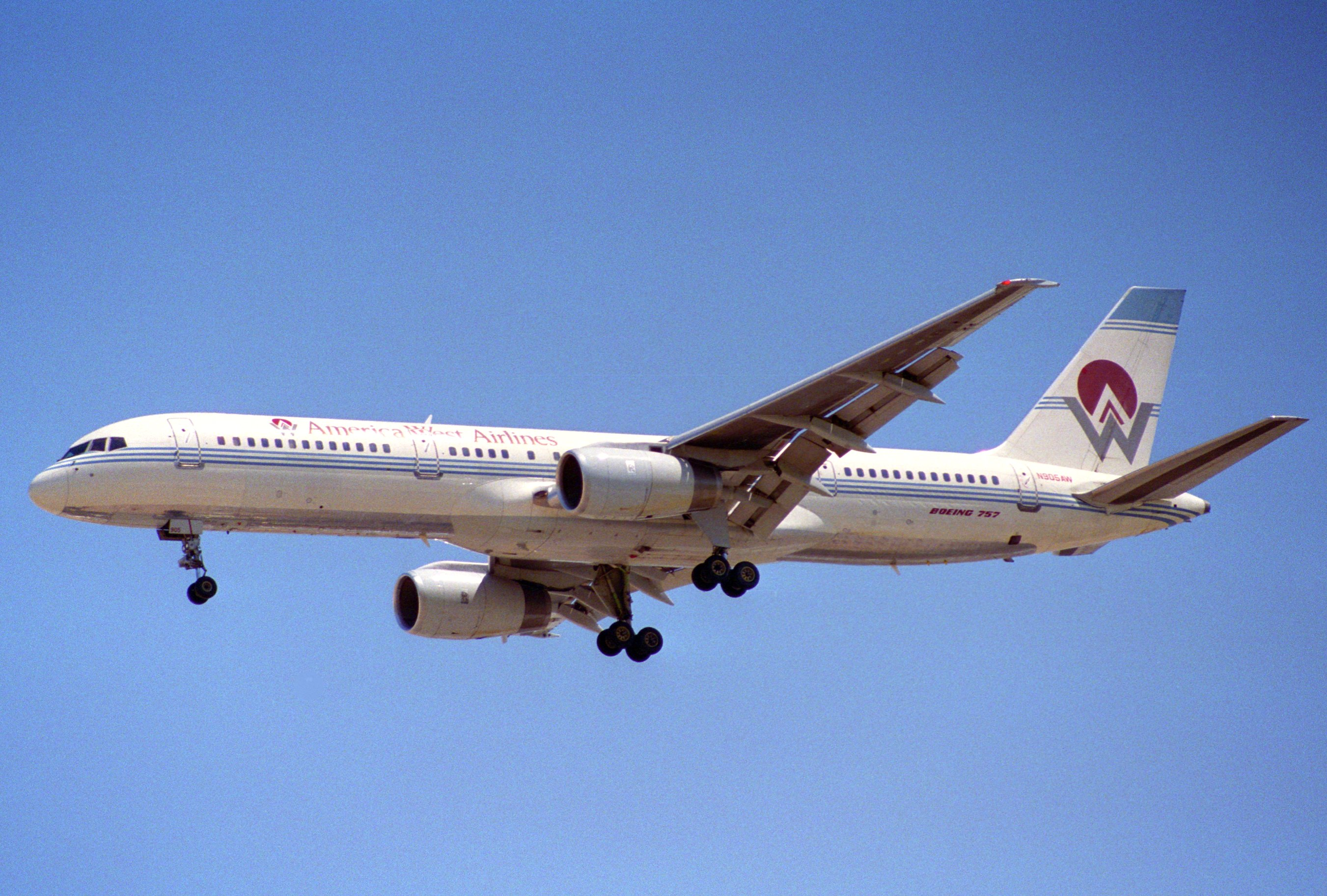
Boeing 757-2S7 компании AWA

В 1987 году компания расширила хаб в Лас-Вегасе, а в мае осмелилась начать выполнять рейсы в Чикаго (аэропорт О’Хара), в который уже выполняли рейсы многие крупные перевозчики. Также ввиду отсутствия код-шеринговых партнёров среди местных авиаперевозчиков, America West была вынуждена на первых порах приобрести три турбовинтовых De Havilland DHC-8-102, чтобы самой выполнять местные воздушные перевозки; новые турбопропы стали работать на линиях с марта, летая между Финиксом, Юмой, Флагстаффом и Гранд-Каньоном, а позже поступили ещё несколько аналогичных лайнеров. В мае-июне того же года у Northwest Airlines были приобретены шесть Boeing 757-2S7 — данные самолёты оказались у Northwest после покупки региональной Republic Airlines, но отличались от уже имеющихся во флоте других B757, поэтому магистральный перевозчик и постарался поскорее от них избавиться. С 1 июля AWA стала эксплуатировать 757-е на рейсах в Нью-Йорк-Кеннеди и Балтимор (Мэриленд), тем самым выйдя на восточное побережье. Однако за первую половину 1987 года компания понесла убытки на $15 млн, что сделало её уязвимой в условиях высокой конкуренции. Тем не менее, руководство America West считало, что проблемы заключаются в том, что обслуживание целевых аэропортов недостаточно, либо наоборот завышено, а значит ещё есть возможности для роста.

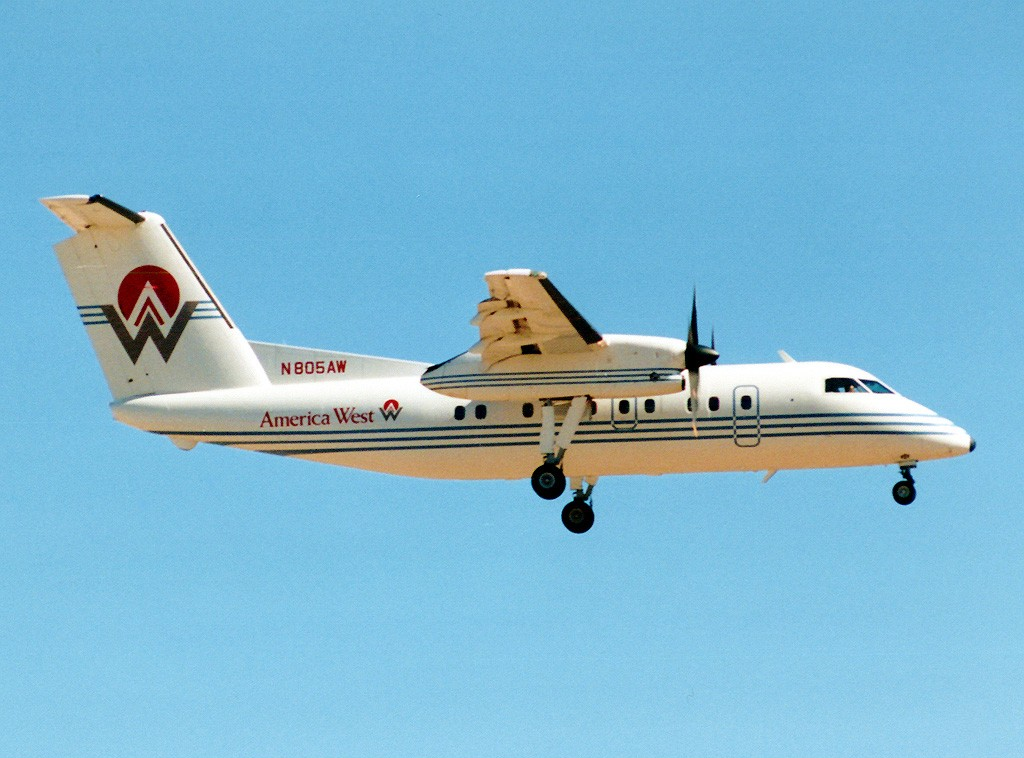
DHC-8-102 — единственный винтовой самолёт в истории AWA

1986—1987 годы характеризуются в истории американской авиации, как период крупных слияний: Northwest Airlines приобрела и поглотила Republic Airlines, Trans World Airlines — Ozark Air Lines, Delta Air Lines — Western Airlines, American Airlines — AirCal, USAir — Pacific Southwest Airlines и так далее. Но America West Airlines сумела остаться в стороне от этих событий, вместо этого передав 18 % акций сотрудникам компании, тогда как 12 % принадлежали руководству. Однако из-за высоких убытков был риск банкротства, поэтому австралийская компания Ansett Airlines, которая уже инвестировала в американского лоукостера, приобрела в августе 20 % его акций, что позволило спасти ситуацию. Хотя на цене акций это практически не отразилось, так как аналитики с Уолл-Стрит выразили сомнения в амбициозных планах руководства AWA по расширению. Чтобы снизить убытки от расширения сети и покупки новых авиалайнеров, были введены ночные рейсы из Лас-Вегаса для более эффективного использования самолётов.
Всего за 1987 год флот компании пополнился 23 новыми самолётами и включал в себя уже 31 B737-200, 4 B737-300 и 6 B757-2S7. Также штат сотрудников увеличился на 3200 человек, а к сети маршрутов добавились 10 новых направлений; на тот момент America West Airlines занимала 10-е место среди крупнейших авиакомпаний страны, однако в данном году при общей выручке $575 млн она понесла убытки на $45,7 млн. Для спасения ситуации в 1988 году было на 10 % сокращено число рейсов, выведены из эксплуатации 15 самолётов и уволены 500 человек. Лайнеры при этом поначалу летали заполненными лишь наполовину, то есть ниже уровня безубыточности, поэтому в первом квартале компания понесла большие убытки. Были распространены пессимистические взгляды, что банкротство AWA лишь вопрос времени, так как она уже находилась на грани катастрофы, а многие конкуренты при этом воспользовавшись ситуацией увеличили своё присутствие в Финиксе, в том числе Southwest Airlines забрала себе часть мест в аэропорту Скай-Харбор. Однако меры по снижению расходов действительно оказались эффективны, а небольшое сокращение флота повысило заполняемость остальных самолётов, которая хоть и медленно, но продолжала расти и далее. Кроме того, были повышены тарифы на отдельных направлениях. Благодаря этому, следующие три квартала уже показали прибыль, а всего за 1988 год AWA после рефинансирования долга смогла получить прибыль $9,4 млн.

### 1989—1990 годы

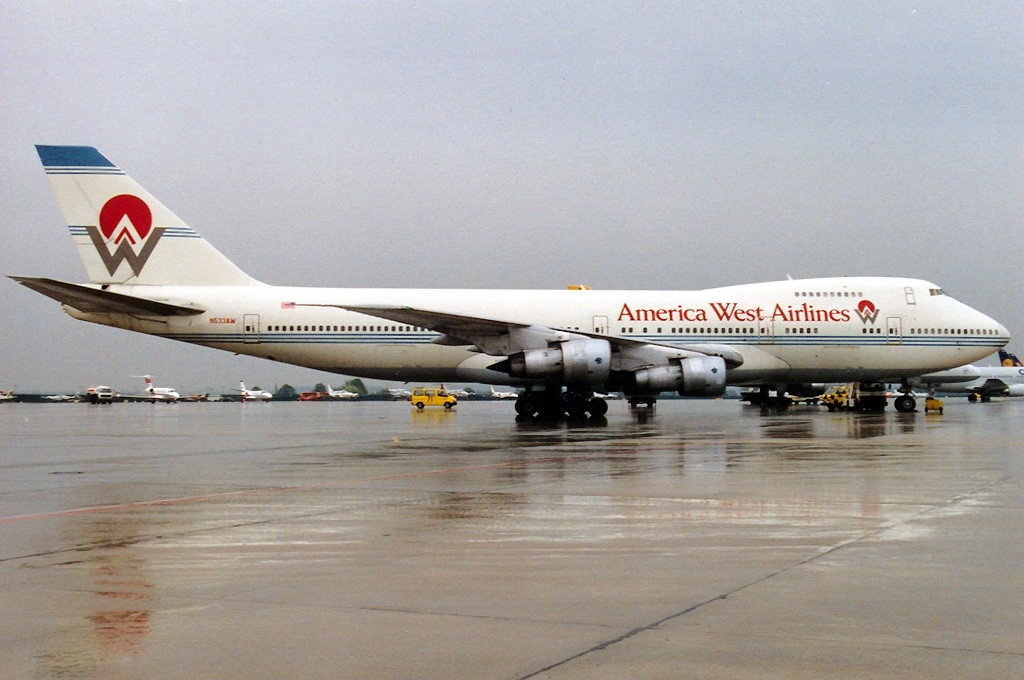
Boeing 747-206B компании AWA

Едва избежав катастрофы, в 1989 году авиакомпания уже попыталась начать выполнять рейсы в Нью-Йорк-Ла-Гуардия и Вашингтон (округ Колумбия), используя при этом гейты, которые ранее принадлежали Eastern Air Lines, оказавшейся в конце 1980-х в сложном экономическом положении. Также была предпринята попытка выйти на Тихоокеанские маршруты в Австралию, чтобы соединить свою сеть с сетью совладельца — австралийской Ansett, для чего был сделан запрос на разрешение выполнять рейсы в Сидней (Австралия) с промежуточной посадкой в Гонолулу (Гавайи). Как позже объяснял в интервью генеральный директор компании Эдвард Бове: Нельзя просто спокойно сидеть и выживать (англ. You cannot just sit still and survive). Была предпринята попытка приобрести права на ранее принадлежавшие компании Eastern рейсы между Нью-Йорком, Вашингтоном и Бостоном, но она провалилась, что однако не помешало AWA начать в июле 1989 года выполнять рейсы в Нью-Йорк и Вашингтон. Также не удалось получить разрешение на полёты в Австралию, хотя дали разрешение на полёты в Гонолулу. Тогда компания приобрела у голландской KLM два широкофюзеляжных Boeing 747-206B и с 15 ноября 1989 года запустила сервис Bird of Paradise (с англ. — «Райская птица»), начав выполнять рейсы в Гонолулу из Финикса и Лас-Вегаса. Успех от эксплуатации таких рейсов привёл к тому, что позже у KLM были приобретены ещё два B747, после чего стали выполняться рейсы из Лас-Вегаса и Финикса в Нью-Йорк. В мае 1989 года компания попыталась получить разрешение выполнять полёты ещё и в Токио (Япония), но после отказа запросила разрешение на полёты в Нагою, а также Гонконг и Тайбэй. Для пополнения флота были заказаны 25 самолётов у Boeing и 6 у De Havilland Canada. По итогам 1989 года America West получила чистую прибыль $20 млн.

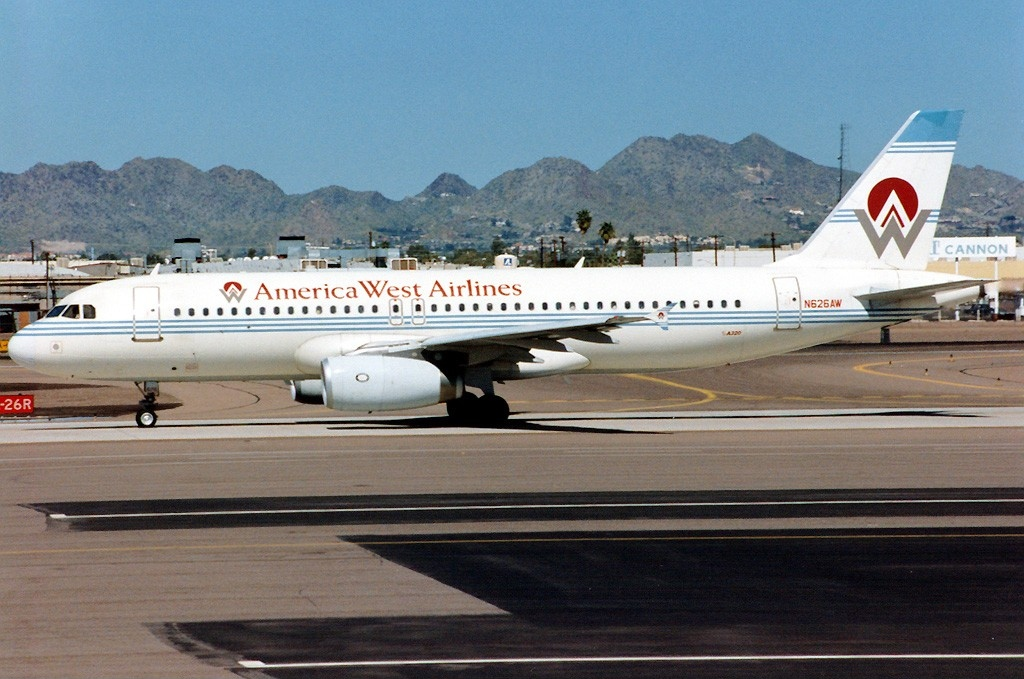
Airbus A320-231 компании AWA

В первой половине 1990 года Министерство транспорта США переквалифицировало America West Airlines в крупного перевозчика, что позволило поднять имидж и увеличить продажи билетов, а всего за данный год, по сравнению с предыдущим, компания перевезла на 40 % больше пассажиров. Однако произошедшее в августе вторжение Ирака в Кувейт и последовавшая затем Война в Персидском заливе привели к росту цены на нефть, а следовательно и на авиакеросин, что в свою очередь повысило расходы на воздушные перевозки. С учётом уже имеющегося большого долга, AWA была вынуждена в данной ситуации повысить тарифы на 10 %. Осенью компания попыталась расширить присутствие на восточном побережье, начав вести переговоры с находящейся на грани банкротства Pan American World Airways об использовании её маршрута «Вашингтон — Нью-Йорк — Бостон»; данные переговоры провалились, но зато следом поступило одобрение на выполнение полётов из Гонолулу в Нагою. Однако едва начав совершать рейсы в Японию, America West столкнулась с тем, что они оказались очень непопулярны, например, на самом первом рейсе был всего один пассажир!
В сентябре 1990 года AWA заключила соглашение с европейским авиастроительным холдингом Airbus SE о приобретении до 118 авиалайнеров Airbus A319/A320 — первый крупный заказ самолётов Airbus среди американских операторов. Компания выбрала «Эйрбасы», так как по сравнению с «Боингами» они имели более совершенную систему управления и более широкую унификацию между A319 и A320, к тому же ранее уже была приобретена партия Airbus A320-231 — эти A320 были заказаны ещё Pan American, но та из-за экономических проблем отказалась от них, поэтому заказ перекупила Braniff Airways, которая в 1989 году обанкротилась. В результате более десятка новых самолётов оказались без хозяина, благодаря чему AWA смогла приобрести их со значительной скидкой.

### Банкротство
В 1990 году America West заработала $1 миллиард, однако по итогам год оказался убыточным — компания потеряла $74,7 миллионов. Во многом ситуацию осложняло то, что из-за проходивших в то время военных событий в Персидском заливе люди стали бояться летать, так как опасались терактов. В следующем 1991 году пассажиропоток снизился ещё больше. Хотя к тому времени AWA обслуживала 54 города, а её флот насчитывал 109 самолётов, но 87 из них были взяты в аренду. При этом быстрый рост в предыдущие годы привёл к тому, что «финансовая подушка» оказалась слишком мала. За первую половину года компания потеряла $80,8 млн, в результате чего у неё не было средств оплачивать аренду самолётов. 27 июня 1991 года на основании главы 11 Кодекса США America West Airlines подала заявку о банкротстве. В итоге акции, которые принадлежали сотрудникам самой компании, фактически обесценились.

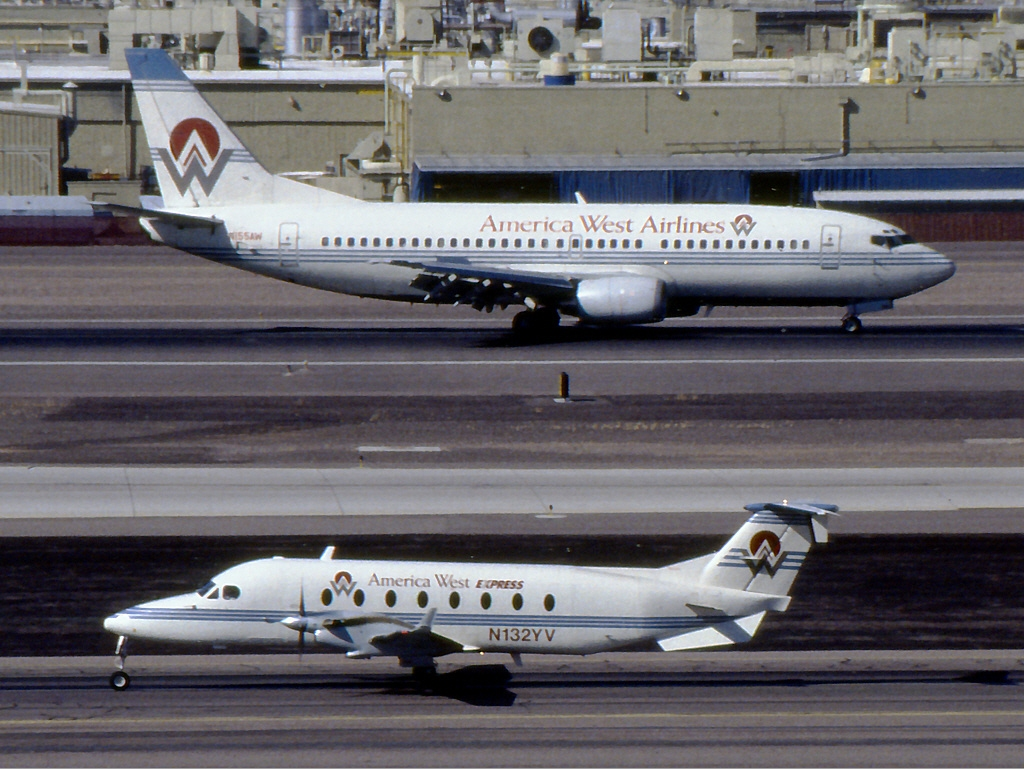
Boeing 737-3G7 компании America West Airlines и Beech 1900D компании America West Express в аэропорту Скай-Харбор

Мировая авиационная индустрия в целом в то время находилась в сложном положении, а потому рассчитывать на помощь иностранной авиакомпании или даже внутреннего конкурента особо не приходилось. Тогда AWA прежде всего ушла от прямой конкуренции с Southwest Airlines на коротких рейсах и пересмотрела карту маршрутов, сделав упор на длинные рейсы восточных направлений. Были прекращены местные воздушные перевозки, вместо этого отдав их созданной совместно с Mesa Airlines новой дочерней компании America West Express. Из флота исключили 15 самолётов, включая Boeing 747 и DHC-8; также были уволены 15 % сотрудников, а остальным сократили зарплату на 10 %. Чтобы хоть как-то привлечь клиентов, компания стала продавать билеты за полцены, хоть это и сокращало прибыль. В августе 1991 года значительную финансовую помощь оказали авиакомпания Northwest Airlines, British group и инвесторы из Финикса, а в декабре было дано разрешение на получение кредита. Но несмотря на данные меры за 1991 год America West понесла убытки в размере $213,8 млн.

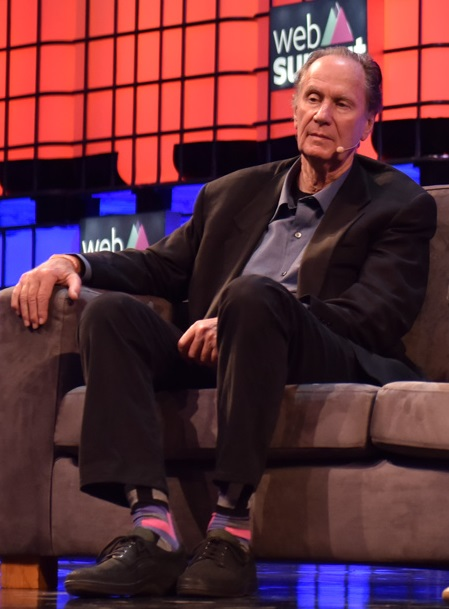
Дэвид Бондермэн в 2016 году

В 1992 году всё ещё живая AWA обратила внимание на штат Огайо, в связи с чем в Колумбусе был открыт третий хаб, причём были использованы помещения, ранее занимаемые авиакомпанией Trans World Airlines; данное решение позволило привлечь дополнительных деловых клиентов, а также уйти от разрушительной конкуренции с Southwest Airlines. С 1 марта того же года из Колумбуса ежедневно стали выполняться 26 рейсов; также компания стала выполнять и рейсы во Флориду, а открытый всего двумя годами ранее маршрут в Нагою был продан за $15 млн. Для поднятия имиджа среди туроператоров AWA повысила их обслуживание, что действительно помогло увеличить бронирование билетов. При этом была введена жёсткая экономия, что позволило снизить расходы до самого низкого уровня в отрасли. Также был смещён с поста гендиректора Эдвард Бове, то есть теперь главой компании стал Майкл Конуэй, при котором был разработан план реорганизации, поданный в Суд по делам о банкротстве. Как позже рассказал Конуэй про AWA: Эта авиакомпания слишком упорная, чтобы погибнуть (англ. This airline is too tough to die).
В 1993 году бортпроводники образовали профсоюз, чтобы отстаивать свои права, благодаря чему прекратилось перекрёстное использование бортпроводников как агентов по работе с клиентами и как сотрудников по наземному обслуживанию; данные операции были переданы по аутсорсингу другим компаниям. Также America West снова стала получать прибыль, а всего за 1993 год её чистая прибыль составила $37 млн. В результате на руководство компании усилилось давление с требованием выбрать план реорганизации, а к 31 декабря Конуэй был смещён с поста президента. Новым руководителем AWA стал Э. Морис Майерс (англ. A. Maurice Myers), который до этого с 1975 по 1982 год проработал в Continental Airlines, а затем с 1983 по 1993 — в Aloha Airlines, в том числе с 1985 года на посту президента; при нём Aloha увеличила свою рыночную долю более, чем в полтора раза.
С новым руководством Совет директоров America West создал компанию AmWest Partners, в которую вошли глава Совета директоров Continental Airlines миллиардер Дэвид Бондермэн, сама Continental Airlines, Mesa Airlines и Fidelity Investments. Инвесторы вложили $215 млн в авиакомпанию, которая продолжала увеличивать прибыль при сокращении расходов; Бондермэн заявил по этому поводу, что AWA способна получить достаточно прибыли, чтобы расплатиться с кредиторами. 25 августа 1994 года America West Airlines наконец вышла из банкротства.

### После банкротства
Выйдя из банкротства, в октябре America West и Continental стали выполнять совместные рейсы, что было одним из условий инвесторов. Для скорейшего поднятия имиджа авиакомпании, Boeing 757-225 борт N907AW был посвящён баскетбольной команде из Финикса — Финикс Санз, для чего к 16 мая лайнер перекрасили в броскую фиолетово-оранжевую ливрею — основные цвета клуба. Через несколько месяцев уже Boeing 757-2S7 борт N902AW был перекрашен в яркую ливрею на тему «Командной работы», причём эту ливрею придумала дочка одного из пилотов. В ноябре 1995 года Boeing 757-2S7 борт N905AW был посвящён открытию хаба в Колумбусе, для чего на него нанесли ливрею в стиле флага штата Огайо.
Выбранная ориентация на длинные рейсы привела к тому, что America West практически перестала конкурировать в Финиксе с Southwest Airlines, ведь последняя обслуживала преимущественно рейсы средней протяжённости; так как Аризона в те годы имела одну из самых быстрорастущих экономик среди остальных штатов, для обеих базирующихся в ней авиакомпаний отсутствие конкуренции между собой имело решающее значение для успешного роста. Также в 1995 году AWA добавила 6 новых маршрутов от Акапулько (Мексика) до Анкориджа (Аляска), по итогам закончив год с высокой прибылью. В январе 1996 года был начат аутсорсинг тяжёлого оборудования с BF Goodrich’s Tramco, однако данный переход оказался неудобным и дорогостоящим, так как происходили отмены рейсов, что влекло потерю прибыли. Начала сказываться и нехватка персонала, что в третьем квартале 1996 года привело к расходам в размере $50 млн, а всего по итогам года авиакомпания понесла убытки на $8,5 млн при общей выручке $1,7 млрд. Также в данном году президентом AWA стал Ричард Гудмэнсон.
Как символ светлого будущего, в 1996 году был проведён ребрендинг, в результате которого сменилась ливрея самолётов, а также появились отдельные яркие с оранжевыми и бирюзовыми цветами на тему юго-западных пустынь. По договорённости с Mesa Airlines, которая использовала на маршрутах региональные Canadair, стали выполняться и отдельные местные рейсы. В 1997 году возникли проблемы из-за вопросов по техническому обслуживанию лайнеров, обсуждению с Mesa Airlines отдельных проблем с дочерней America West Express, а также споров с профсоюзами, однако по итогам данный год был всё равно закончен с прибылью.
8 октября 1998 года в America West поступил первый Airbus A319-132 — борт N801AW. В 1999 году рост компании продолжился и к окончанию года она уже в день выполняла свыше сотни рейсов в 57 городов США, Канады и Мексики, а флот состоял из 113 авиалайнеров; в данном году компания получила прибыль в размере $119,4 млн. В 2000 году снова возникли проблемы по обслуживанию и эксплуатации самолётов, что привело к подрыву имиджа. Также компания хотела соответствовать уровню 3 по шумовому загрязнению, поэтому была вынуждена временно приостановить эксплуатацию семейств 737 Classic и Airbus A319/A320 до завершения модернизации. Это привело к тому, что в 2000 году чистая прибыль составила лишь $7,7 млн.

### 2001—2004 годы
AWA рассчитывала, что в 2001 году будет получена бо́льшая прибыль, что поможет поправить финансовое положение, однако террористические акты 11 сентября привели к временному прекращению воздушных перевозок в стране. Пытаясь получить хоть какую-то прибыль, компания начала выполнять рейсы уже через два дня после терактов — с 13 сентября, однако пассажиропоток к тому времени был ещё очень низок. С учётом экономического спада это привело к тому, что America West Airlines первой среди американских авиакомпаний была вынуждена обратиться в Совет по стабилизации воздушных перевозок по получению правительственного кредита, что было одобрено 28 декабря 2001 года. На тот момент штат компании насчитывал 13 500 сотрудников, а её флот из 144 самолётов выполнял рейсы по 172 направлениям.
Низкие тарифы на перевозки, а также грамотно составленные расписания позволили America West поднять репутацию, но авиационные перевозки в стране ещё были на низком уровне, а значит большой прибыли ждать не приходилось. Тогда в 2003 году авиакомпания была вынуждена уволить часть сотрудников, а также закрыть убыточный хаб в Колумбусе; данные меры действительно оказались эффективными и к концу 2003 года America West Airlines имела чистую прибыль $57,4 млн при общей выручке $2,3 млрд, что было на 10,1 % выше, по сравнению с предыдущим годом. После терактов 11 сентября 2001 года все авиационные операторы в США находились в сложном экономическом положении, но AWA на их фоне выглядела весьма успешной. В 2004 году руководство последней разработало план по слиянию с обанкротившейся American Trans Air, что позволило бы получить хаб в Чикаго-Мидуэй и сеть маршрутов из него, однако данная сделка провалилась.

### Слияние с US Airways
11 августа 2002 года компания US Airways заявила о своём банкротстве, но после получения от Совета по стабилизации воздушных перевозок госзайма в размере $900 млн смогла вернуться к деятельности в 2003 году. Однако 12 сентября 2004 года данная компания на основании главы 11 Кодекса США уже во второй раз объявила себя банкротом. Так как это было уже второе банкротство подряд, то начались слухи на тему того, что известная авиакомпания будет закрыта, однако Министерство транспорта США пришло к мнению, что главная беда US Airways заключалась в плохом руководстве.
22 апреля 2005 года с руководством корпорации US Airways Group, которой принадлежала US Airways, начало вести переговоры руководство корпорации America West Holdings, которая в свою очередь является собственником America West Airlines. AWA была намерена приобрести US Airways за $1,5 млрд, что являлось крупнейшей сделкой в американской авиации с 2001 года, когда American Airlines купила Trans World Airlines. На 2005 год US Airways по размерам занимала 7-е место среди авиакомпаний страны, обслуживая преимущественно восточное побережье и Карибский регион; America West на тот момент занимала 8-е место среди авиакомпаний страны и обслуживала преимущественно западное побережье. Оба перевозчика фактически не конкурировали между собой, а в случае слияния наоборот их маршруты отлично дополняли бы друг друга. Образовавшаяся авиакомпания заняла бы 5-е место по стране, обогнав по протяжённости маршрутов компании Continental Airlines и Southwest Airlines, имея флот из 361 самолёта и штат из 44 100 сотрудников (30 тысяч из US Airways и 14 тысяч из America West).
Так как торговая марка «US Airways» была гораздо известнее, чем «America West», то было принято решение, что образовавшаяся компания получит имя US Airways, а все самолёты AWA будут перекрашены в соответствующую ливрею из тёмно-синего, белого и красного цветов. По условиям сделки, 45 % акций новой компании должны будут принадлежать акционерам America West, 14 % — акционерам US Airways и 41 % — остальным акционерам.

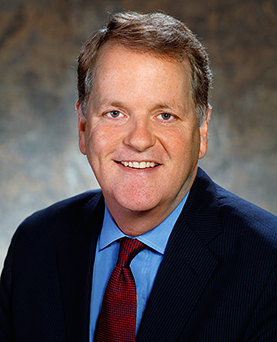
Уильям Дуглас Паркер — исполнительный директор America West Airlines, затем US Airways, а позже American Airlines Group

Сложность заключалась в том, что у US Airways на тот момент было четыре инвестора: ACE Aviation Holdings (материнская компания канадской Air Canada), PAR Investment Partners из Бостона, Peninsula Investment Partners из Виргинии и Air Wisconsin; также на компании «висел» кредит в $250 млн, взятый у европейской корпорации Airbus. Кроме того, не стоит забывать, что US Airways и AWA ещё не успели погасить правительственные кредиты, и на 2005 год общая их задолженность составляла более $1 млрд, в том числе у America West был долг в $300 млн, а потому требовалось получить ещё одобрение и от Суда по делам о банкротстве. Многие критично относились к самой идее такого слияния, в том числе старший вице-президент компании Delta Air Lines Джеймс Уайтхёрст сравнил обоих перевозчиков с тонущими океанскими лайнерами, заявив, что «составленный корабль быстрее потонет» (англ. the combined ship sinks faster). Другие наоборот были оптимистичны, заявляя, что даже в сложной для американской авиации ситуации после терактов 2001 года AWA показывала рост, так как её руководство не сидело сложа руки, продолжая активно трудится, а значит оно сможет спасти US Airways.
18 мая 2005 года инвесторы America West сумели договориться с US Airways, о чём было объявлено на следующий день. 13 сентября того же года 95,5 % акционеров компании дали согласие на сделку, а 16 сентября план о слиянии был утверждён и Судом по делам о банкротстве. 27 сентября 2005 года слияние America West Airlines и US Airways было завершено. Аналогично было проведено слияние холдингов America West Holdings и US Airways Group.
После завершения слияния America West в соответствии с условиями сделки была переименована в US Airways; Уильям Дуглас Паркер, который к 2005 году возглавлял AWA, занял пост исполнительного директора новой компании, а его заместителем стал Брюс Лейкфилд (англ. Bruce Lakefield) — главный исполнительный директор прежней US Airways. Код ИКАО (AWE) и позывной («Cactus») остались те же, что были закреплены за America West; аналогично штаб-квартира новой US Airways расположилась в том же здании, где раньше находилась штаб-квартира AWA — в Темпе (Аризона). Весь прежний флот последней, который к моменту слияния насчитывал 132 самолёта, в 2006 году был перекрашен в ливрею US Airways. 26 сентября 2007 года сертификаты авиакомпаний US Airways и America West Airlines были полностью объединены.
В 2013 году корпорация US Airways Group (бывшая America West Holdings) сумела приобрести обанкротившуюся American Airlines Group (материнская компания перевозчика American Airlines), при этом взяв имя последней, как более известное. В связи с этим было проведено слияние US Airways и American Airlines; новая авиакомпания при этом была названа American Airlines и стала крупнейшей в мире. Дуглас Паркер в свою очередь стал главой American Airlines Group. В 2015 году сертификаты US Airways и American Airline были объединены, после чего первая прекратила существование.

## Флот
В 2006 году, на момент слияния с US Airways, флот компании America West Airlines имел следующий состав:
- Airbus A319-100 — 38 самолётов;
- Airbus A320-200 — 55 самолётов;
- Boeing 737-300 — 27 самолётов;
- Boeing 757-200 — 12 самолётов.

## Коммерческие интересы
America West Airlines имела партнёрские отношения со следующими спортивными командами из Финикса (Аризона): баскетбольная «Финикс Санз», бейсбольная «Аризона Даймондбэкс» и футбольная «Аризона Кардиналс».

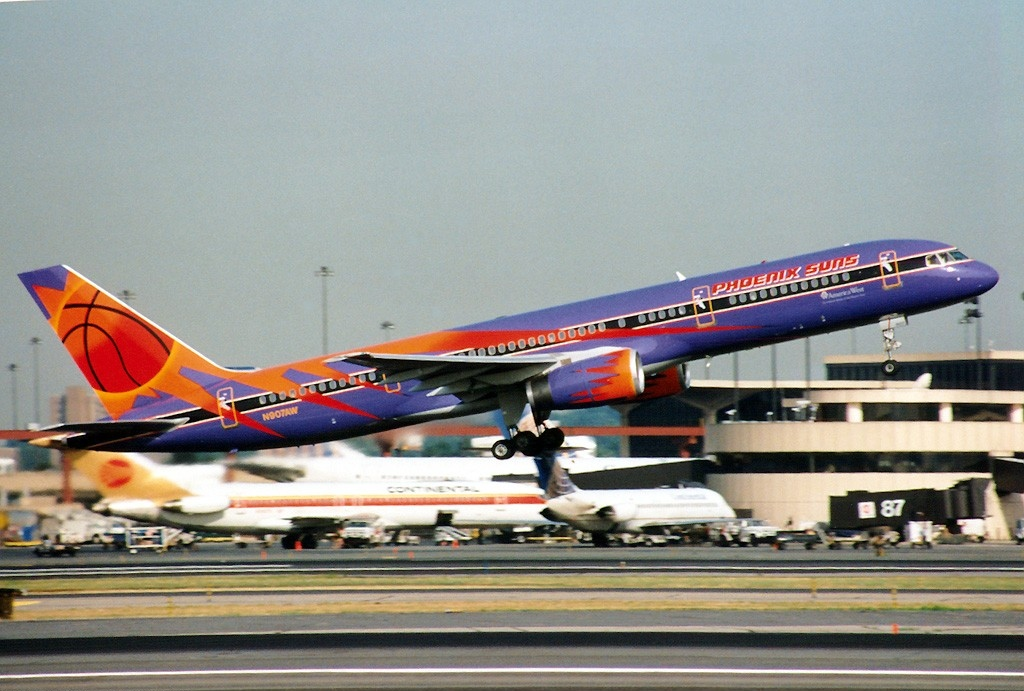
Boeing 757-225 в ливрее на тему «Финикс Санз»
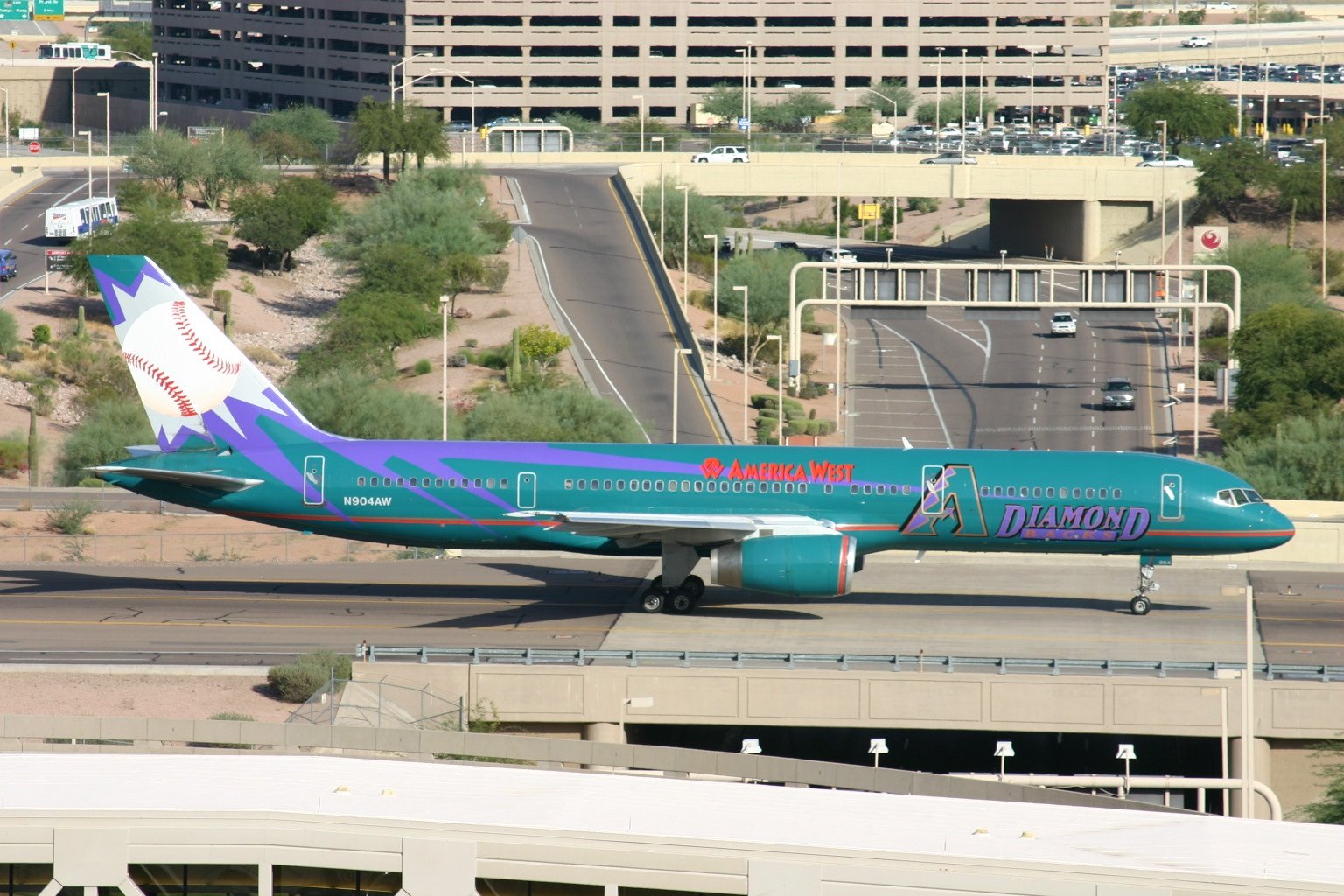
Boeing 757-2S7 в ливрее на тему «Аризона Даймондбэкс»
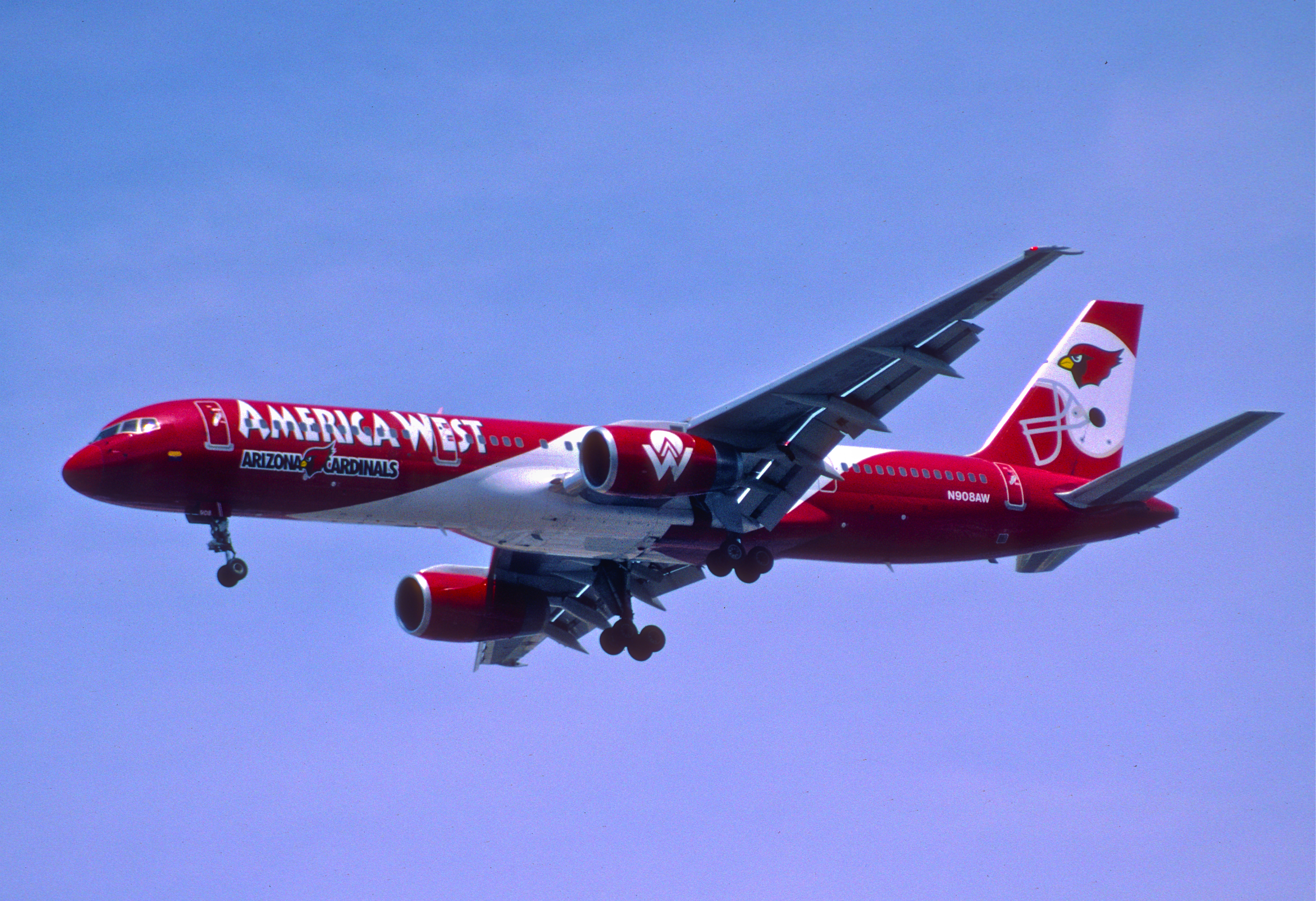
Boeing 757-2G7 в ливрее на тему «Аризона Кардиналс»

Также авиакомпания за $26 млн приобрела права на название нового стадиона команды «Финикс Санз» на 30 лет. Построенный в 1992 году данный стадион был назван America West Arena, в 2006 году его переименовали в US Airways Arena, а в 2015 году он получил своё нынешнее название — Talking Stick Resort Arena.

## Происшествия и инциденты
В различных происшествиях компания America West Airlines потеряла два самолёта, однако ни один человек не погиб.
- 19 ноября 1985 года — Boeing 737 (регистрационный номер неизвестен) выполнял рейс 261 из Финикса в Онтэрио, но ещё при посадке в аэропорту Скай-Харбор один из пассажиров предъявил билет с надписью «Смерть» (англ. Death). На борту находились 58 пассажиров и 5 членов экипажа, когда командир экипажа принял решение вывести данного пассажира. Когда угонщика вывели наружу и закрыли за ним дверь, тот стал ломиться обратно, утверждая, что ему надо захватить самолёт, при этом угрожая газовой зажигалкой и электрической вилкой с выключателем. Несостоявшийся угонщик был скручен водителем трапа и арестован по обвинению в воздушном пиратстве; по решению суда его отправили на лечение в психиатрическую больницу[19].
- 30 декабря 1989 года — Boeing 737-204 борт N198AW выполнял рейс 450 из Финикса в Тусон (Аризона), когда на подходе к аэропорту назначения из-за нарушений техобслуживания в районе одного из гидронасосов произошло перетирание изоляции проводов сети 115 вольт переменного тока. Это привело к короткому замыканию, при этом искра попала на подтёки гидравлической жидкости, вызвав пожар, который быстро дошёл до резервного насоса, вызвав отказ одной из гидросистем. Лайнер успел приземлиться в Тусоне, но из-за неработающей гидросистемы не смог остановиться в пределах полосы и выкатился за её пределы, врезавшись в бетонное ограждение. Из находившихся на борту 125 пассажиров и 5 членов экипажа были ранены 10 человек, но никто не погиб; самолёт получил критические повреждения и был списан[20].
- 16 января 1990 года — Boeing 737-300 (регистрационный номер неизвестен) выполнял рейс 727 из Хьюстона (Техас) в Лас-Вегас (Невада), а на борту находились 34 пассажира и 5 членов экипажа. Неожиданно в ходе полёта один из пассажиров захватил в заложники стюардессу и угрожая самодельной бомбой потребовал лететь на Кубу. После посадки в Остине (Техас) угонщик был скручен остальными пассажирами и передан местным властям; «бомбой» оказался прикреплённый к фонарику контейнер от зубной пасты. В июле преступник предстал перед судом, который в октябре того же года приговорил его к тюремному сроку на 24 года, с обязательным отбыванием не менее 20 лет, и выплате примерно $89,5 тысяч в качестве компенсации[21].
- 15 октября 1999 года — утром Airbus A320-231 борт N627AW выполнял рейс 2433 из Финикса в Тусон (Аризона), однако в ходе буксировки назад от рампы он врезался правым горизонтальным стабилизатором в недавно построенный пешеходный мост между терминалами A и N-1. Никто из находившихся на борту 89 пассажиров и 5 членов экипажа не пострадал; лайнер был восстановлен. Причиной стало то, что компания America West на своих стоянках в аэропорту Финикса наносила разметку для водителей аэродромных тягачей с целью обеспечения безопасной буксировки самолётов, однако после строительства нового прохода между терминалами не пересмотрела разметку у гейта A-2, вместо этого в день инцидента разрешив руководствоваться прежней разметкой[22].
- 12 июня 2000 года — Airbus A320-232 борт N655AW выполнял рейс 2747 из Лас-Вегаса (Невада) в Колумбус (Огайо), когда во время взлёта при подъёме носовой стойки произошёл удар, после чего возникла сильная вибрация. Также пассажиры через бортпроводников передали, что у левого двигателя отсутствует створка капота. Самолёт вернулся в аэропорт вылета, выполнив нормальную посадку. Наземная проверка показала, что отделилась одна из передних створок капота левого двигателя, при этом она врезалась в створку шасси, пробив в ней отверстие, а затем подлетела вверх и ударила снизу в левый горизонтальный стабилизатор, нанеся ему повреждения обшивки, но не задев руль высоты. Из находящихся на борту 147 пассажиров и 5 членов экипажа никто не пострадал; самолёт был восстановлен. Как оказалось, в ночь перед инцидентом лайнер проходил техобслуживание, но утром уставший механик забыл закрепить на защёлки отделившуюся позже створку капота двигателя[23].
- 25 августа 2001 года — Boeing 737-3G7 борт N306AW выполнял рейс 598 из Финикса в Канзас-Сити (Миссури), посадка при этом выполнялась на полосу 27 ночью при слабом северо-западном (встречно-боковом) ветре и проходившей близ аэродрома грозе. Управлял самолётом второй пилот, который при заходе на посадку отключил автопилот, когда лайнер стал отклоняться влево с посадочного курса. Пилот выровнял машину, но та после касания полосы основными стойками шасси и ещё до опускания передней стойки снова отвернула влево и выкатилась с полосы на грунт. Из находившихся на борту 53 пассажиров и 6 членов экипажа никто не пострадал; самолёт получил повреждения обоих двигателей из-за попадания в них посторонних предметов, но был восстановлен. Причиной инцидента стала неспособность второго пилота продолжать выравнивать лайнер при посадке в сложных условиях (ночь, гроза, мокрая полоса), а также отсутствие необходимого контроля со стороны командира и отказ от ухода на второй круг[24].
- 1 июля 2002 года — Airbus A319-132 борт N824AW выполнял рейс 556 из Майами (Флорида) в Финикс, однако когда лётный экипаж шёл по аэровокзалу, у сотрудников аэропорта возникло подозрение, что пилоты пьяны. На борту находились 127 пассажиров и 5 членов экипажа, а тягач уже начал буксировку от рампы, когда полиция и сотрудники Администрации транспортной безопасности потребовали вернуть самолёт обратно. Тесты на алкоголь показали положительный результат — у обоих пилотов содержание алкоголя было вдвое выше допустимого, на основании чего их на следующий день уволили из компании. По результатам расследования выяснилось, что накануне ночью пилоты вместе с бортпроводниками пошли в один из баров, где распивали алкогольные напитки. Бортпроводники достаточно скоро ушли, тогда как пилоты продолжали пьянствовать почти всю ночь, пока их не выгнали, когда они опрокинули один из столов. При этом FAA запрещает пилотам употреблять алкоголь менее, чем за 8 часов до полёта; в самой America West Airlines правила были более строгие, запрещая употребление алкоголя менее, чем за 12 часов до полёта[25]. 20 июля 2005 года командир и второй пилот были приговорены окружным судом к 5 и 2,5 годам тюрьмы соответственно[26].
- 28 августа 2002 года — Airbus A320-231 борт N635AW выполнял рейс 794 из Хьюстона (Техас) в Финикс, при этом на данном самолёте с 20 августа был отключён реверс левого двигателя. После посадки в аэропорту Скай-Харбор на полосу 08 командир экипажа сперва перевёл РУДы обоих двигателей в режим реверса, но быстро осознав свою ошибку переставил рычаг левого двигателя в режим холостого хода. Однако на самом деле на данном двигателе был случайно активирован TOGA, в результате которого левый двигатель быстро перешёл на взлётный режим, тогда как правый продолжал работать в режиме реверса. Возник значительный момент вправо, который не удалось устранить полным отклонением руля направления влево и активацией левого тормоза. Самолёт выкатился с полосы вправо, при этом разрушилась носовая стойка и была повреждена носовая часть фюзеляжа. Из находившихся на борту 154 пассажиров и 5 членов экипажа были ранены 10 человек, в том числе 1 серьёзно, но никто не погиб; самолёт получил критические повреждения и был списан[27].